# Elachura
Elachura is een monotypisch geslacht van zangvogels uit de familie Elachuridae. 

## Soorten
De enige soort in dit geslacht:
- Elachura formosa – Elachura